# Uranina
Uranina designa o sal de sódio da fluoresceína, utilizado para o tingimento de tecidos em amarelo e para investigações de trajetos de fluxos de água, pela coloração e fluorescência esverdeada que produz, mesmo em grandes diluições.
Possui fórmula química C20H11O5•Na•xH2O na forma do sal monossódico e C20H10O5•Na2•xH2O na forma do sal dissódico.
As duas formas são obtidas pela reação em meio aquoso da fluoresceína com hidróxido de sódio ou carbonato de sódio.